# 阿兰德拉
阿兰德拉是巴西帕拉伊巴州的一个市镇。总面积182.656平方公里，总人口17868人，人口密度97.8人/平方公里。